# Antony Hewish
Antony Hewish (sinh ngày 11 tháng 5 năm 1924 - mất ngày 13 tháng 9 năm 2021) là một nhà thiên văn vô tuyến người Anh. Ông đoạt giải Nobel Vật lý năm 1974 giải được trao cho Martin Ryle và Antony Hewish "vì những nghiên cứu tiên phong trong lĩnh vực Vật lý thiên văn vô tuyến". Hewish được trao Giải Nobel Vật lý với lý do riêng là đã phát hiện ra xung tinh, nhưng thực tế thì nhà Vật lý này ban đầu đã giải thích những tín hiệu thu được là liên lạc của "những người nhỏ bé da xanh" ("Little Green Men", ám chỉ người ngoài hành tinh) với Trái Đất. Sự giải thích chính xác chỉ đến khi David Staelin và Edward Reifenstein phát hiện ra một xung tinh ở tâm của Tinh vân con cua (Crab Nebula). Sau đó, Fred Hoyle và nhà thiên văn Thomas Gold đã giải thích chính xác pulsar là những sao neutron quay rất nhanh trong từ trường mạnh nên bức xạ sóng vô tuyến đều đặn và mạnh như là việc phát ánh sáng của một ngọn hải đăng. Jocelyn Bell Burnell, học trò do Hewish hướng dẫn, cũng không được xét trao giải, mặc dù cô là người đầu tiên đề cập đến các nguồn sóng vô tuyến từ ngoài vũ trụ mà sau đó được chứng minh là bắt nguồn từ các pulsar.